# 唐卫民
唐卫民（1965年—），汉族，中华人民共和国政治人物、第十一届全国政协委员。
担任河南省基督教协会会长。2008年，当选第十一届全国政协委员，代表宗教界，分入第五十一组。